# Луковдол

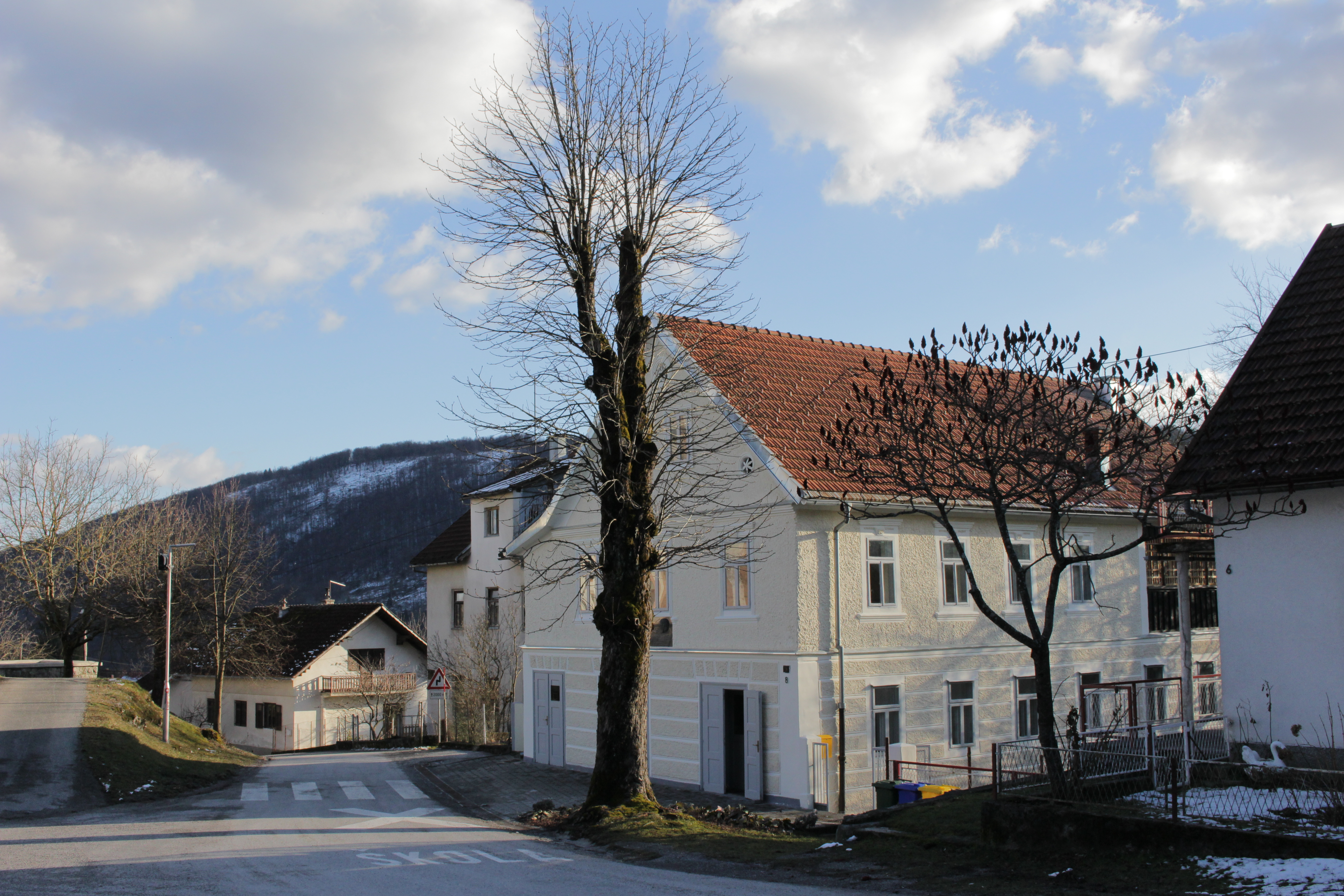
Рідна хата Івана Горана Ковачича в Луковдолі.

45°25′ пн. ш. 15°07′ сх. д. / 45.42° пн. ш. 15.12° сх. д.
Луковдол (хорв. Lukovdol) — населений пункт у Хорватії, у Приморсько-Горанській жупанії у складі міста Врбовсько.

## Населення
Населення за даними перепису 2011 року становило 129 осіб.
Динаміка чисельності населення поселення:

## Клімат
Середня річна температура становить 10,01 °C, середня максимальна – 23,56 °C, а середня мінімальна – -5,40 °C. Середня річна кількість опадів – 1375 мм.
| Клімат поселення                              | Клімат поселення | Клімат поселення | Клімат поселення | Клімат поселення | Клімат поселення | Клімат поселення | Клімат поселення | Клімат поселення | Клімат поселення | Клімат поселення | Клімат поселення | Клімат поселення | Клімат поселення |
| Показник                                      | Січ.             | Лют.             | Бер.             | Квіт.            | Трав.            | Черв.            | Лип.             | Серп.            | Вер.             | Жовт.            | Лист.            | Груд.            |                  |
| Середній максимум, °C                         | 6,74             | 7,94             | 11,62            | 15,69            | 20,28            | 23,56            | 22,37            | 22,06            | 18,40            | 13,68            | 8,16             | 4,43             |                  |
| Середня температура, °C                       | 0,67             | 1,87             | 5,55             | 9,62             | 14,23            | 17,50            | 19,30            | 18,98            | 15,32            | 10,60            | 5,10             | 1,35             |                  |
| Середній мінімум, °C                          | −5,4             | −4,2             | −0,52            | 3,56             | 8,15             | 11,43            | 16,22            | 15,90            | 12,26            | 7,53             | 2,02             | −1,72            |                  |
| Норма опадів, мм                              | 75               | 82               | 96               | 121              | 110              | 132              | 109              | 113              | 128              | 147              | 147              | 115              |                  |
| Середньомісячна швидкість вітру, м/с          | 1.60             | 1.76             | 2.08             | 2.04             | 1.92             | 1.76             | 1.72             | 1.63             | 1.56             | 1.59             | 1.74             | 1.72             |                  |
| Середньомісячна сонячна радіація, кДж/м²·день | 4181             | 6895             | 10294            | 14669            | 18884            | 20580            | 21741            | 18629            | 13561            | 8734             | 4598             | 3456             |                  |
| --------------------------------------------- | ---------------- | ---------------- | ---------------- | ---------------- | ---------------- | ---------------- | ---------------- | ---------------- | ---------------- | ---------------- | ---------------- | ---------------- | ---------------- |
| Джерело:                                      |                  |                  |                  |                  |                  |                  |                  |                  |                  |                  |                  |                  |                  |